# Amphiprion barberi
Amphiprion barberi, el pez payaso de Barber es una especie de peces de la familia Pomacentridae en el orden de los Perciformes.
Recibió su nombre en honor al Dr. Paul Barber, de la Universidad de Boston, EE. UU., por sus investigaciones sobre las relaciones genéticas de organismos coralinos del Indo-Pacífico.
Pertenecen a los denominados peces payaso, o peces anémona, y viven en una relación mutualista con anémonas Entacmaea quadricolor y Heteractis crispa.

## Morfología
Presenta una coloración naranja- rojo en cabeza y cuerpo, con una franja blanca, vertical, en la cabeza, que desciende detrás del ojo. Todas las aletas y el pedúnculo caudal son de la misma coloración naranja o rojo del cuerpo. De adultos, su espalda se oscurece, amarronándose.
Cuenta con 10 espinas y 16-18 radios blandos dorsales; 2 espinas y 14 radios blandos anales.
Las hembras pueden llegar alcanzar los 8,6 cm de longitud total.

## Reproducción
Es  monógamo y hermafrodita secuencial protándrico, esto significa que todos los alevines son machos, y que tienen la facultad de convertirse en hembras, cuando la situación jerárquica en el grupo lo permite, siendo el ejemplar mayor del clan el que se convierte en la hembra dominante, ya que se organizan en matriarcados.
Su género es algo fácil de identificar, ya que la hembra, teóricamente es la más grande del clan. Cuando ésta muere, el pequeño macho dominante se convierte en una hembra. 
Son desovadores bénticos. Los huevos son demersales, de forma elíptica, y adheridos al sustrato. La reproducción se produce en cuanto comienza a elevarse la temperatura del agua, aunque, como habitan en aguas tropicales, se pueden reproducir casi todo el año. El macho prepara el lugar de la puesta, en un sustrato duro en la base de una anémona, y, tras realizar las maniobras del cortejo, espera a que la hembra fije los huevos allí, y los fertiliza. Posteriormente, agita sus aletas periódicamente para oxigenar los embriones, y elimina los que están en mal estado. Tras un periodo de 6-7 días, cuando los alevines se liberan, no reciben atención alguna de sus padres. Deambulan en aguas superficiales en fase larval durante 8 a 12 días, posteriormente descienden al fondo en busca de una anémona, y mutan a su coloración juvenil.

## Alimentación
Se han divisado grupos nadando sobre su anémona, y alimentándose del zooplancton.

## Hábitat y comportamiento
Es un pez de mar, de clima tropical, y asociado a los  arrecifes de coral, que vive entre 2-10 m de profundidad.
Mantiene una relación mutualista con anémonas Entacmaea quadricolor y Heteractis crispa.

## Distribución geográfica
Se encuentra en el océano Pacífico central: en Fiyi, Tonga Y Samoa Americana.